# نادي الجولان (العراق)
نادي الجولان الرياضي هو أحد أندية الدوري العراقي، تأسس عام 2004 مقرة في محافظة الانبار.

## محترفين
- حمزة الريمي اليمن[1]